# Pukli István
Pukli István (Szekszárd, 1979. október 1.) eszperantista, magyar–történelem szakos tanár, közéleti szereplő.

## Családja
Nős, három gyermek apja. A Telex.hu 2023. novemberi 8-ai cikkjében nyilvánosságra került, hogy Dániában vállalt munkát.

## Életpálya

### Tanulmányai
Az Eötvös Loránd Tudományegyetem Tanárképző Főiskolai Karán végzett 2003-ban, magyar nyelv és irodalom, valamint történelem szakos tanárként (főiskolai oklevél).
2006-ban az Eötvös Loránd Tudományegyetem Bölcsészettudományi Karán magyar nyelv és irodalom szakos bölcsész, valamint középiskolai tanár végzettséget szerzett (egyetemi oklevél).
2012. május 29-én a Budapesti Műszaki és Gazdaságtudományi Egyetem Gazdaság- és Társadalomtudományi Karán szakvizsgázott pedagógus és közoktatási vezető felsőfokú szakképesítést szerzett.
Angol és eszperantó nyelven tud.

### Munkássága
2002. március 18. és 2002. június 15. között a soroksári Pályakezdő Fiatalok Esély Alapítványa, Kézműves és Szolgáltató Szakiskola tanára.
2003 tavaszán a Pedagógusképzésért Alapítvány ösztöndíjas tanára, magyar nyelvet tanított felvételi előkészítőn.
2003. augusztus 25. és 2006. augusztus 31. között a Csete Balázs Általános Iskola, Szakiskola, Szakközépiskola és Gimnázium általános iskolai tanára. Itt túlkoros és nem túlkoros tanulóknak és felnőtteknek magyart és történelmet tanított.
2006. szeptember 1. és 2006. november 29. között a Csepel-sziget Általános és Szakképző Iskola, Speciális Szakiskola általános és szakiskolai tanára, emellett a felnőttképzésben is részt vett.
2006. december 1-jétől 2012-ig a budapesti Arany János Általános Iskola és Alapfokú Művészetoktatási Intézmény magyar nyelv és irodalom, valamint történelem szakos tanára. Az Arany János Általános Iskola és Alapfokú Művészetoktatási Intézményben a nem szakrendszerű munkaközösséget vezette 2011-ig, emellett az iskolai ünnepélyek szervezése és rendezése is feladata volt.
2012. július és 2017.július között a zuglói Teleki Blanka Gimnázium iskolaigazgatója. Az elsőként benyújtott iskolaigazgatói pályázatát érvényteleníteni kellett, mert éppen akkor szerezte meg a poszt betöltéséhez szükséges közoktatási vezetői végzettséget. Vita is alakult ki avval kapcsolatban, hogy az iskolaigazgatói pályázat benyújtásakor kell-e lennie vezetői végzettségnek vagy elfogadható, hogy valaki a pályázati eljárás végéig szerzi meg.
2006 óta foglalkozik tankönyvírással, tankönyvjavítással, tankönyvlektorálással, tankönyvszerkesztéssel és korrektúrával a Nemzeti Tankönyvkiadó Zrt-nél és a Perfekt Gazdasági Tanácsadó, Oktató és Kiadó Zrt-nél.
2010 óta tanít magyart, mint idegen nyelvet a Moholy-Nagy Művészeti Egyetemen, a London Stúdió Kft-nél és a Siemens Transformator Kft-nél.
2017 óta a Batthyány Lajos Általános Iskolában tanít magyart és történelmet.

### Közéleti szereplései
Az MSZP tagja volt. A Magyar Szocialista Párttal 1997 augusztus elején ismerkedett meg a Fadd-Domboriban megrendezett közéleti táborban. Pukli István e nyáron lett tagja az Ifjú Szocialisták Mozgalomnak, amelynek 1997 október elején – társaival – megalapította szekszárdi alapszervezetét. 1997 októbere óta volt tagja a Magyar Szocialista Párt paksi alapszervezetének. 1998-ban a párt megyei listáján indult, de nem jutott be képviselőnek. A pártot Gyurcsány Ferenc miatt hagyta ott.
A miskolci Herman Ottó Gimnázium kiállása által okozott tanártüntetések egyik legfontosabb szervezője a kezdetektől fogva. A budapesti Teleki Blanka Gimnázium januárban tizenhat pontos, főként az oktatás korszerűsítésére irányuló követelést fogalmazott meg. A tanártüntetésen való kiállását követően nem sokkal a KLIK az iskolától jelentős mennyiségű dokumentum összegyűjtését követelte néhány órás határidőn belül, melyet többen személyes támadásnak véltek, melynek hatására Pukli még központibb szerepet kapott a tanármozgalomban. Ezt követően testvérének, illetve nagyapjának múltja segítségével támadásokat indítottak ellene. A Tanítanék mozgalom március 15-i tüntetésén jelentette be a március 30-i egyórás munkabeszüntetést, melyhez országosan mintegy 250 iskola csatlakozott.
Tényi István „minősülő közfeladati helyzettel visszaélés bűntett gyanújával” bejelentést tett a rendőrségen Pukli István ellen. A bejelentés szerint Pukli István tevékenysége miatt kellett felmondania a Teleki Blanka Gimnázium egyik tanárának. A BRFK Bűnügyi Szervek Kiemelt Ügyek Főosztálya Bűnügyi Támogató Osztály nyomoz Pukli Istvánnal kapcsolatban.
2016. szeptember 28-án bejelentette, hogy kilép a Tanítanék Mozgalomból, mert az csatlakozott a migránsok melletti demonstrációhoz.

## Publikációk (válogatás)
- Péterffy Balázs – Pukli István – Kovács Zs. Katalin: Iránytű 5: Kompetenciafejlesztő feladatsorok. Budapest: Nemzeti Tankönyvkiadó Rt. 2009.   160. o. ISBN 9789631961652